# Karel Ančerl

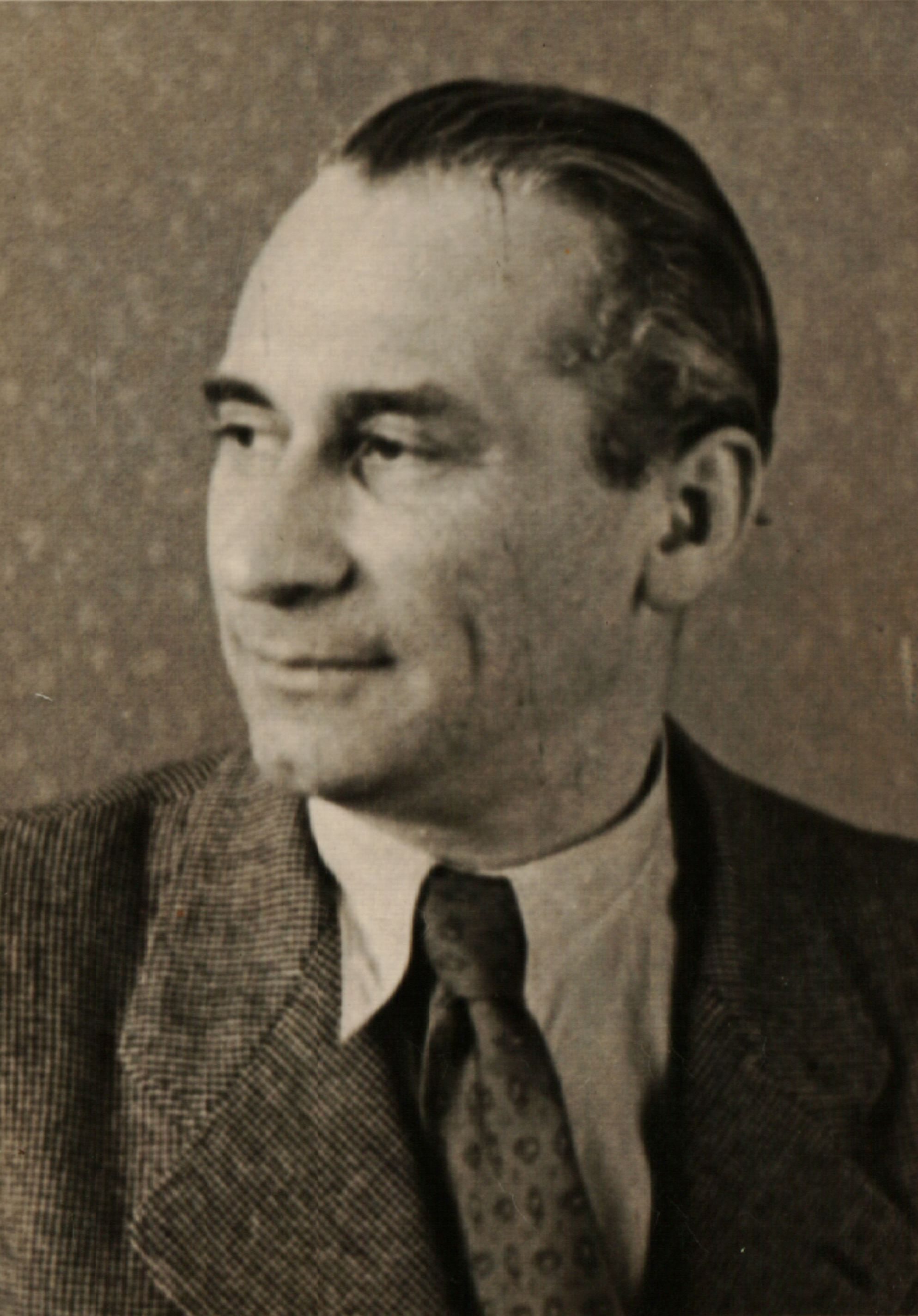
Karel Ančerl.

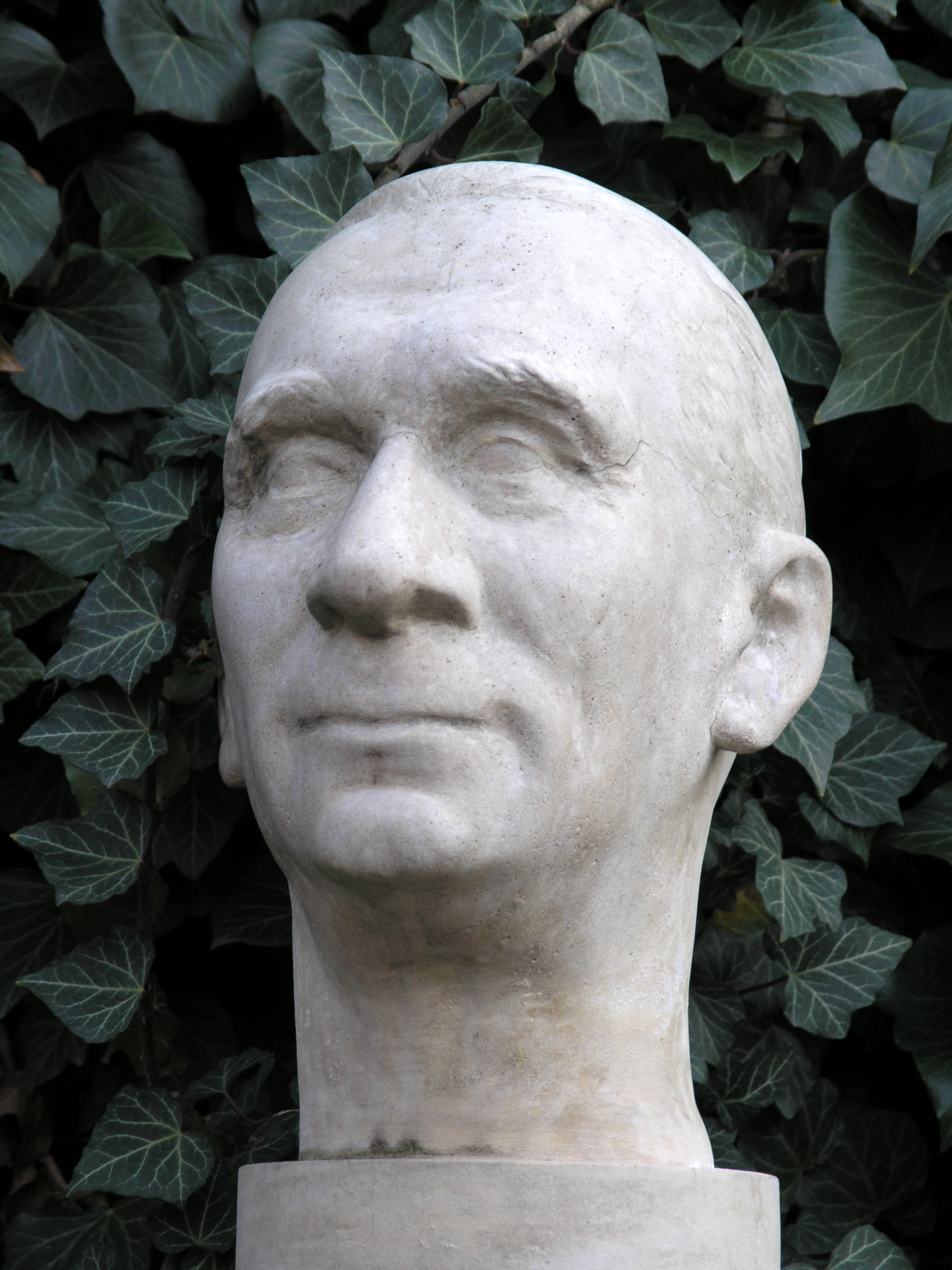
Byst av Karel Ančerl.

Karel Ančerl, född 11 april 1908, död 3 juli 1973, var en tjeckoslovakisk dirigent och kompositör.
Ančerl ledde Tjeckiska filharmonin mellan 1950 och 1968. Han verkade därefter vid Toronto Symphony Orchestra. Tjeckisk musik intog en framskjuten plats i Ančerls repertoar.